# Fintan O'Carroll
Fintan O'Carroll (irsky Fiontán P Ó Cearbhaill; 1922, Wexford – 1981, Waterford) byl irský hudební skladatel, autor duchovní hudby.

## Život
O'Carroll se narodil roku 1922 v irském Wexfordu. Jeho rodina se později přestěhovala do Waterfordu, kde strávil zbytek svého života. Zemřel v roce 1981, přežila jej manželka Josephine a šest ze sedmi dětí.

## Dílo
Skládal převážně chrámovou hudbu pro římskokatolickou církev a nejvíce se proslavil svou skladbou Keltské aleluja (Celtic alleluia), kterou později přearanžoval Christopher Walker. Skladba byla také přeložena do dalších jazyků, jako švédština či francouzština.
Gloria z jeho Mše Zvěstování byla zahrnuta do knihy A historical anthology of Irish church music vydané v roce 2001 a do doprovodné nahrávky. Jeho mše byly dále publikovány v aktualizovaném sebraném vydání v roce 2012, upraveném pro využití s novým Římským misálem.
Výběr prací
- Mše k Neposkvrněnému početí
- responsoriální žalmy pro neděle a velké svátky tříletého cyklu
- Aifreann in onóir Muire, Máthair Dé : eagrán do phobal agus/nó cór (Mše ke cti Marie, Matky Boží)
- Celtic alleluia (Keltské aleluja)